# Karina Winter
Karina Winter (ur. 14 stycznia 1986) – niemiecka łuczniczka, czterokrotna medalistka halowych mistrzostw świata, srebrna medalistka mistrzostw Europy. Startuje w konkurencji łuków klasycznych.
Największym jej osiągnięciem jest halowe mistrzostwo świata w 2009 roku w Rzeszowie, gdzie zdobyła złoto indywidualnie i srebro drużynowo. 